# 脊髄神経

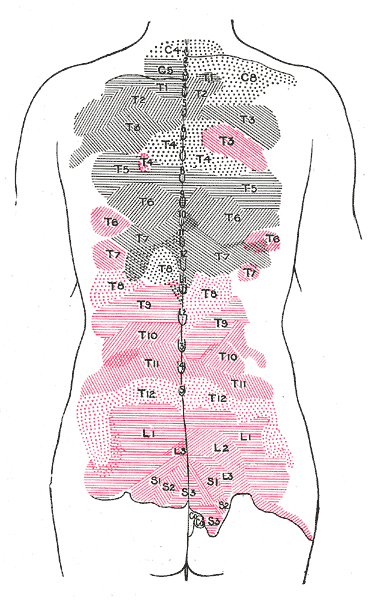
脊髄神経

脊髄神経（せきずいしんけい、英語: spinal nerves、ラテン語: nervi spinales）とは、末梢神経のうち、脊髄から分かれて出るものを指す。末梢神経は脊髄神経と脳神経に分かれる。しかし、脳神経は迷走神経を除いて頭頸部にしか分布しないため、四肢・体幹を支配する神経はほぼすべて脊髄神経である。狭義には脊柱管より出てくる前根と後根が合わさるところから、前枝と後枝に分かれるまでの部分を指す。

## 解剖
脊髄神経は、脊椎の椎間孔ごとに一対ずつ出ている。頚椎の間から出るものを頚神経（cervical nerve）、胸椎の間から出るものを胸神経（thoracic nerve）、腰椎の間から出るものを腰神経（lumbar nerve）、仙骨の仙骨孔から出るものを仙骨神経（sacral nerve）、第1尾椎と第2尾椎の間から出るものを尾骨神経（coccygeal nerve）と呼ぶ。これらは上から順に番号をつけた略号で、C1〜C8（第1頚神経〜第8頚神経）、Th1〜Th12（T1〜T12とも表記する：第1胸神経〜第12胸神経）、L1〜L5（第1腰神経〜第5腰神経）、S1〜S5（第1仙骨神経〜第5仙骨神経）と呼ばれる。後頭骨と第1頚椎（環椎）の間からC1、第7頚椎と第1胸椎の間からC8が出て、以下、第1胸椎と第2胸椎の間からTh1、第1腰椎と第2腰椎の間からL1、第1前仙骨孔・後仙骨孔からS1が出る。なお、これらの略称は神経ではなく骨に対しても（第3頸椎＝C3という具合に）使われることがある。この項ではもっぱら脊髄神経に対してのみ使う。
脊髄神経は脊髄から分かれたのち、脊柱管の中でいくらか下に走ってから椎間孔を抜ける。これはより低い位置の脊髄神経について顕著であり、C8が第7頸椎あたりの高さから起こる（脊髄から根が出る）一方、すべての腰神経は第12胸椎から第1腰椎あたりの高さから起こる。このため脊髄の本幹は第2腰椎あたりの高さで終わるのに、脊柱管の中ではその下にも長く脊髄神経の根が束になって走る。この部分を馬尾という。
脊髄神経の根は、脊髄前面の前外側溝から出る前根と、脊髄後面の後外側溝から出る後根の2つである。前根はおもに骨格筋を支配する運動線維、後根はおもに皮膚などの知覚を伝える感覚線維を入れているので、後根は後外側溝「に入る」と言ったほうが正確ともいえる。前根と後根は合わさって脊柱管を出るが、後根は合流する少し根元で後根神経節（脊髄神経節）と呼ばれるふくらみを作っている。脊髄神経節には神経節細胞と呼ばれる神経細胞の細胞体が入っている。神経節細胞は知覚の一次線維である。すなわち、神経節細胞から延びた線維が皮膚や筋紡錘で知覚の受容器を作り、受容した刺激の信号をシナプスを介することなく脊髄神経節まで送る。神経節細胞は脊髄の中にある細胞とシナプスを作って知覚伝導路をなす。
前根と後根が合流した先で、脊髄神経は細い硬膜枝と交通枝を出したのち、体の前面に向かう前枝と後面に向かう後枝に分かれる（前根・後根と混同しないよう注意されよ）。硬膜枝は硬膜の知覚を伝え、交通枝は交感神経幹の神経節に入る。一部の前枝は神経叢を作って異なる高さからの線維を交換し、さまざまな高さからの線維を含んだ神経になって末梢へ向かう。この型の神経叢は人体に4箇所あり、C1〜C4の前枝は頚神経叢、C5〜Th1の前枝は腕神経叢、L1〜L4の前枝は腰神経叢、L4〜S3の前枝は仙骨神経叢を作る。頚神経叢と腕神経叢は鎖骨付近で一部の根を共有していて関係が深いので、まとめて頚腕神経叢とも呼ばれる。腰神経叢と仙骨神経叢は一部の根を共有していて関係が深いので、まとめて腰仙骨神経叢とも呼ばれる。
神経叢にかかわらない脊髄神経はおおむね一様な分布を示す。後枝は固有背筋の運動と背部の皮膚知覚を支配する。前枝は肋間神経として肋骨の間を走り、体壁の筋肉と皮膚知覚を支配する。前枝の支配域は背部まで及んでおり、後枝の支配域よりもかなり広い。

## 機能
C1は痕跡的である。おのおのの脊髄神経が支配する皮膚領域をデルマトームと呼ぶ。

## 異常所見
脊髄の障害、特にブラウン・セカール症候群は傷害された部分より下に由来する脊髄神経に麻痺を起こす。このような障害はデルマトームに沿って現れる。
帯状疱疹はデルマトームに沿って現れる。